# Szerokostopek
Szerokostopek (Brachytarsomys) – rodzaj ssaków z podrodziny malgaszomyszy (Nesomyinae) w obrębie rodziny malgaszomyszowatych (Nesomyidae).

## Zasięg występowania
Rodzaj obejmuje gatunki występujące endemicznie na Madagaskarze.

## Morfologia
Długość ciała (bez ogona) 223–245 mm, długość ogona 220–272 mm; masa ciała 235–350 g.

## Systematyka
Rodzaj zdefiniował w 1875 roku niemiecko-brytyjski zoolog Albert C.L.G. Günther w artykule poświęconym opisowi nowych ssaków z Madagaskaru, opublikowanym w czasopiśmie Proceedings of the Zoological Society of London. Gatunkiem typowym jest (oznaczenie monotypowe) szerokostopek białoogonowy (B. albicauda).

### Etymologia
Brachytarsomys: gr. βραχυς brakhus ‘krótki’; ταρσος tarsos ‘podeszwa nogi, stęp’; μυς mus, μυος muos ‘mysz’.

### Podział systematyczny
Do rodzaju należą następujące występujące współcześnie gatunki:
| Grafika | Gatunek                  | Autor i rok opisu | Nazwa zwyczajowa              | Podgatunki         | Rozmieszczenie geograficzne  | Podstawowe wymiary                      | Status IUCN |
| ------- | ------------------------ | ----------------- | ----------------------------- | ------------------ | ---------------------------- | --------------------------------------- | ----------- |
|         | Brachytarsomys albicauda | Günther, 1875     | szerokostopek białoogonowy    | gatunek monotypowy | środkowa wyżynna część wyspy | DC: 22–23 cm DO: 22–24 cm MC: 235–280 g | LC          |
|         | Brachytarsomys villosa   | F. Petter, 1962   | szerokostopek puszystoogonowy | gatunek monotypowy | północna wyżynna część wyspy | DC: 23–24 cm DO: 26–27 cm MC: 236–350 g | VU          |

Kategorie IUCN:  LC  – gatunek najmniejszej troski,  VU  – gatunek narażony.
Opisano również gatunek wymarły z przełomu plejstocenu i holocenu Madagaskaru:
- Brachytarsomys mahajambaensis Mein, Sénégas, Gommery, Ramanivosoa, Randrianantenaina & Kerloc’h, 2010